# Abiram
Abiram (hebräisch אֲבִירָם ’ǎvîrām) ist der Name zweier in der Bibel erwähnter Personen.

## Sohn Elihabs

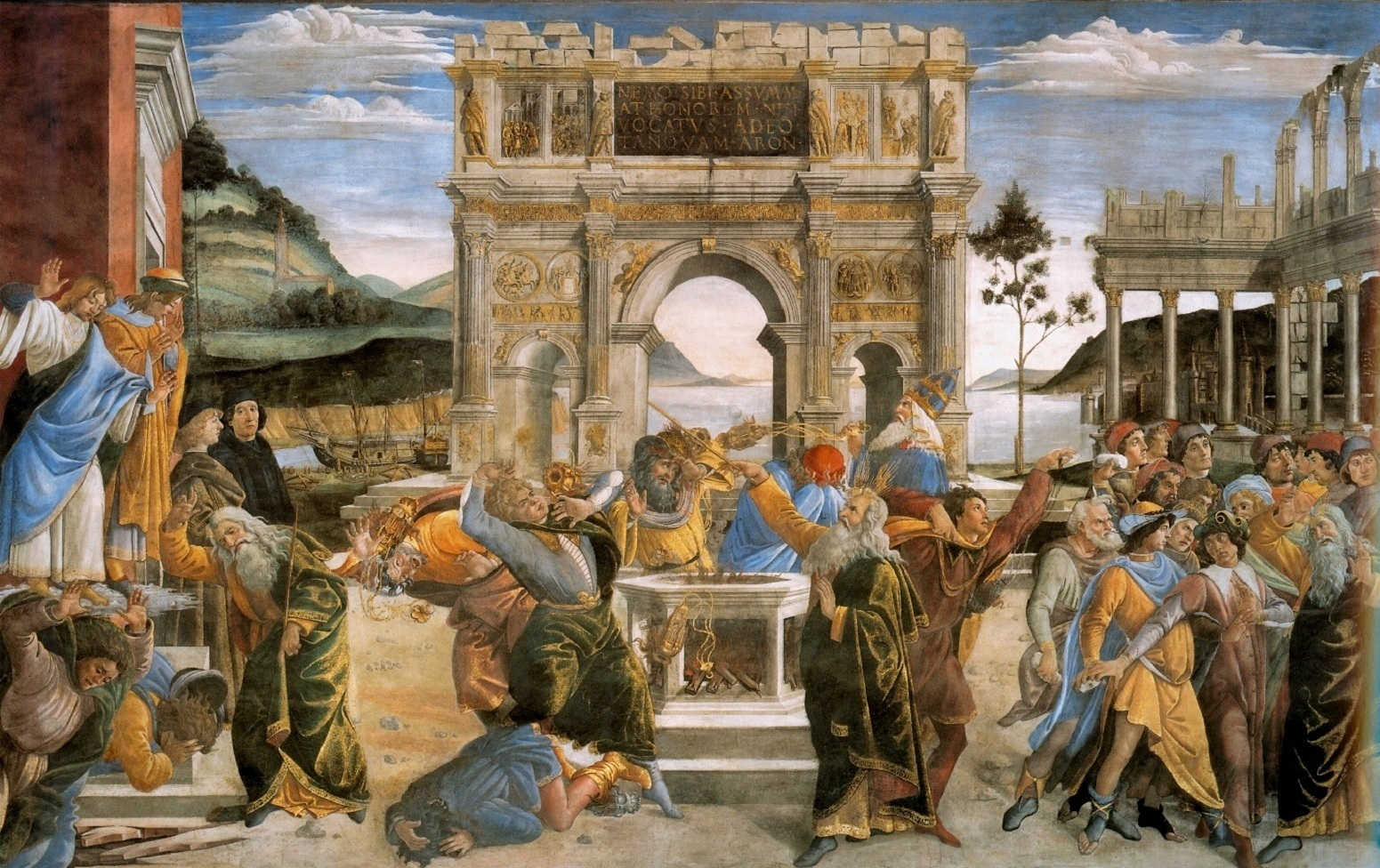
Untergang der Rotte Korach (Fresko in der Sixtinischen Kapelle)

Im 4. Buch Mose 16  wird berichtet, wie sich eine Gruppe von 250 angesehenen Israeliten unter der Führung Korachs gegen Mose auflehnte. Zu den Rädelsführern gehörte neben Korach zwei Söhne Eliabs, Abiram und Datan (des Weiteren On, der Sohn Pelets, der im Folgenden aber nicht weiter erwähnt wird). Nachdem sich erwiesen hatte, dass die Aufrührer im Unrecht waren, tat sich als Strafe schließlich die Erde auf und verschlang Abiram und Datan.
In sehr kurzer Form werden die entsprechenden Vorgänge auch im 5. Buch Mose (11,6 ), im 106. Psalm (106,17 ) im Buch Jesus Sirach (45,18 ) geschildert.

## Sohn Hiëls
In 1. Könige 16, 34  wird berichtet, dass Hiël zur Zeit König Ahabs Jericho trotz des klaren Verbotes wieder aufbaute. Gemäß einer Fluchandrohung Josuas würde die Grundsteinlegung des Wiederaufbaus denjenigen, der dies unternimmt, den erstgeborenen Sohn und das Setzen der Tore den jüngsten Sohn kosten (Jos 6,26 ). Als Hiel begann Jericho wiederaufzubauen starb, der Prophezeiung entsprechend, zunächst seinen erstgeborenen Sohn Abiram und schließlich sein jüngster Sohn Segub. Bei dem beschriebenen Vorgang dürfte es sich um eine Anspielung auf Menschenopfer handeln, wie sie bei kanaanäischen Nachbarvölkern Israels vorkamen, die von der Religion Israels aber strikt abgelehnt wurden.